# Fabrizio Stella
Fabrizio Stella (Umbertide, 1565 – Umbertide, 15 gennaio 1644) è stato un giurista e avvocato italiano.
Fu un grande conoscitore delle discipline giuridiche, e numerosi furono gli incarichi che ricoprì in diverse città importanti. Fu un uomo carissimo a molti eminenti personaggi, fra i quali il cardinale Bevilacqua di Ferrara e il re Giovanni IV del Portogallo, che lo decorò della Croce di San Giacomo di Lusitania.